# Earth, Wind and Fire
Earth, Wind & Fire ist eine amerikanische Soul- und Funk-Band, die 1969 in Chicago von dem Jazzschlagzeuger Maurice White gegründet wurde. In Deutschland waren ihre erfolgreichsten Stücke September und Boogie Wonderland.

## Geschichte

### Die Anfänge
Ihr Stil ist beeinflusst von Soul, Funk, Motown, afrikanischen Elementen (Kalimba) und modernen Pop-Rhythmen, die sie in den christlichen Gemeinden ihrer Umgebung sammelten. Im Besonderen wurden sie bekannt durch ihre Bläsergruppe –  The Phenix Horns. Ein markantes Merkmal ihres Sounds ist der Falsett-Gesang ihres Sängers Philip Bailey aus Denver, der kurz nach Veröffentlichung des zweiten Albums zur Gruppe stieß.

### Hochphase (1975–1983)
Nach den ersten beiden Alben, die mäßigen Erfolg in den Charts hatten, formierte Maurice White die Band noch einmal um. Doch ihre internationale Erfolgsstory begann erst 1975, nachdem die Band das Soundtrack-Album That’s the Way of the World für den gleichnamigen Film herausbrachte, in dem sie selbst mitspielte. Mit der ausgekoppelten Hitsingle Shining Star standen sie wochenlang in vielen Ländern hoch in den Top 10. Der erste große Erfolg stellte sich mitten im Disco-Zeitalter mit den Grammy-Alben All'N'All (1977) und I Am (1979) ein. Von diesen Alben wurden acht Lieder zu Top-Hits und standen auf den vordersten Plätzen in den R&B-Charts: Can’t Let Go, After the Love Has Gone, Fantasy, Wait, In the Stone, Boogie Wonderland, Star und You and I. Einen weiteren Top-Hit hatte die Band mit der nur als Single und auf dem Greatest-Hits-Album veröffentlichten schnellen Tanznummer September (1978). Weitere große Hits wie Let’s Groove (1981) folgten.
Die weltweit präsentierten Bühnenshows von Earth, Wind and Fire zeichneten sich besonders in den 1980er Jahren durch ihre bunten, aufwändigen Kostüme und die außergewöhnliche Choreographie aus.
Im Laufe der frühen 1980er Jahre zerbrach das klassische Line-Up der Band. 1981 verließ Gitarrist Al McKay die Band und wurde durch seinen Vorgänger Roland Bautista ersetzt. Nach dem Album Electric Universe (1983) begab sich die Band in eine längere Pause, in dem mehrere Mitglieder Soloalben veröffentlichten.

### Comeback (ab 1987)
1987 veröffentlichte die Band mit Touch The World ein Comeback-Album und spielte ab Januar 1988 auch wieder live. Die Besetzung der Band hatte sich jedoch verändert. Lediglich Maurice White, Verdine White, Philip Bailey, Ralph Johnson und Andrew Woolfolk waren übrig geblieben. 1990 veröffentlichte die Band das Album Heritage, auf dem u. a. durch Gastauftritte von Sly Stone und MC Hammer versucht wurde, jüngeres Publikum anzusprechen. Das Album floppte jedoch und die Zusammenarbeit mit Columbia endete. 1993 verließ Andrew Woolfolk die Band.
Seit 1998 trat Maurice White aus Krankheitsgründen nicht mehr live mit der Band auf. Nach der Aufnahme der Band in die Rock and Roll Hall of Fame im Jahr 2000 gab er bekannt, dass er an Parkinson erkrankt sei. Bei dieser Zeremonie waren neben den verbliebenen Originalmitgliedern auch die ehemaligen Mitglieder Larry Dunn, Al McKay, Andrew Woolfolk, Fred White (Bruder von Maurice und Verdine, 1955–2023) und Johnny Graham anwesend.
Die anderen Bandmitglieder, allen voran Verdine White und Philip Bailey, beschlossen, die Band weiterzuführen. So touren Earth, Wind and Fire heute noch weltweit mit großem Erfolg und nehmen weiterhin Alben auf. Maurice White war bis zu seinem Tod im Jahr 2016 weiterhin Mitglied der Band und trat bei den Studioaufnahmen als Sänger und Produzent in Erscheinung. Gelegentlich sah man ihn auch noch auf der Bühne, beispielsweise bei der Grammy-Verleihung 2004 sowie während der Japan-Tournee im selben Jahr.
Im November 2011 erschien mit Guiding Lights ein neuer Song (mit Larry Dunn an den Keyboards). Im September 2013 ist – acht Jahre nach dem letzten Studioalbum – Now, Then & Forever erschienen. Die Single My Promise wurde am 24. Juni veröffentlicht.
Anlässlich der Grammy Awards 2020 fand am 28. Januar 2020 im Los Angeles Convention Center in Los Angeles ein Tribut-Konzert für Prince unter dem Motto „Let’s Go Crazy: The Grammy Salute to Prince“ statt, bei dem Earth, Wind and Fire den Song Adore (1987) sangen. Das Konzert wurde am 21. April 2020, dem vierten Todestag von Prince, im US-Fernsehen ausgestrahlt.

## Diskografie

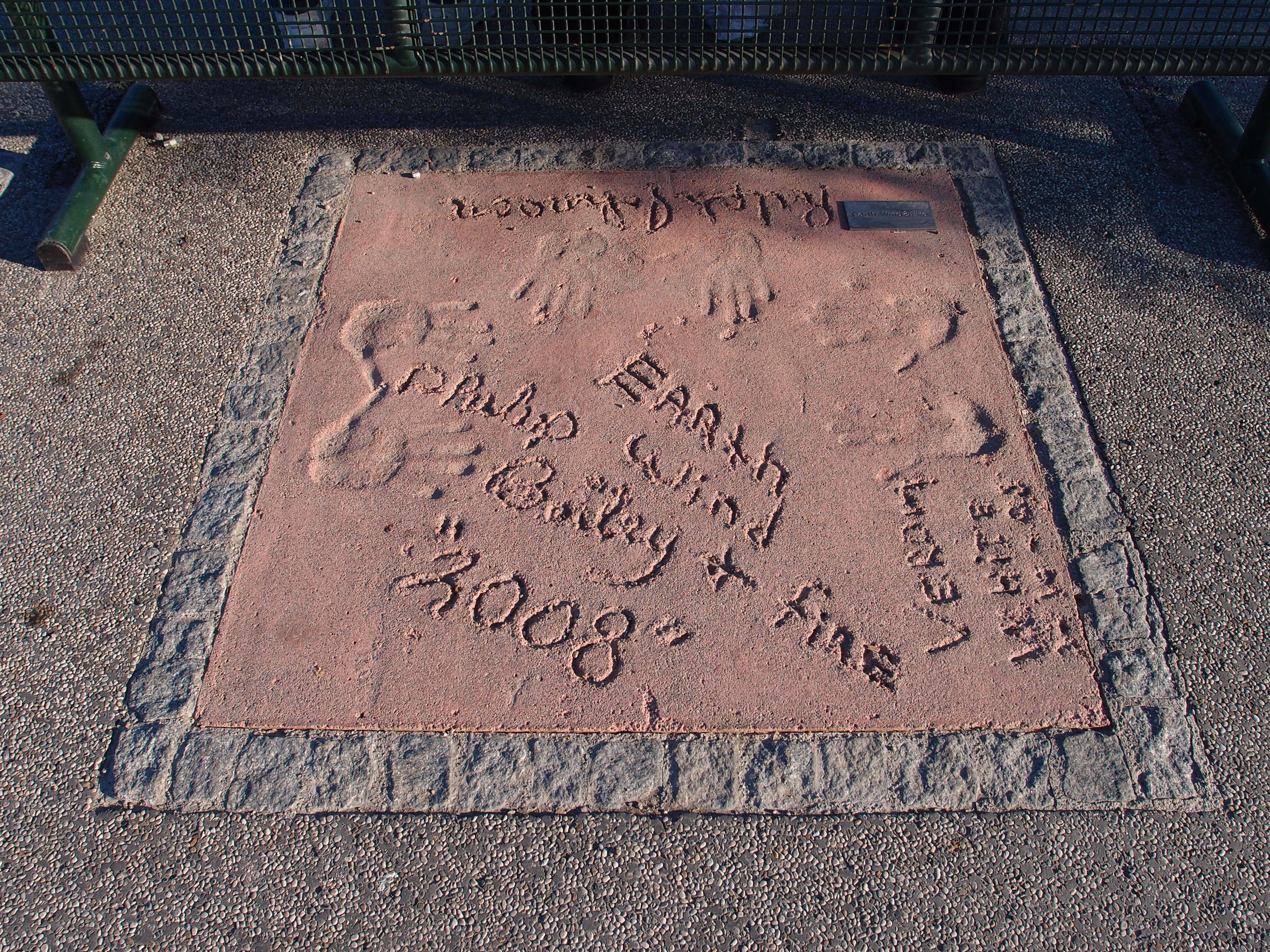
Zementplatte auf dem Munich Olympic Walk of Stars

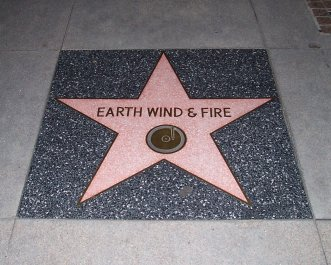
Stern auf dem Hollywood Walk of Fame

Studioalben

| Jahr | Titel Musiklabel                             | Höchstplatzierung, Gesamtwochen, AuszeichnungChartplatzierungen (Jahr, Titel, Musiklabel, Platzierungen, Wochen, Auszeichnungen, Anmerkungen) | Höchstplatzierung, Gesamtwochen, AuszeichnungChartplatzierungen (Jahr, Titel, Musiklabel, Platzierungen, Wochen, Auszeichnungen, Anmerkungen) | Höchstplatzierung, Gesamtwochen, AuszeichnungChartplatzierungen (Jahr, Titel, Musiklabel, Platzierungen, Wochen, Auszeichnungen, Anmerkungen) | Höchstplatzierung, Gesamtwochen, AuszeichnungChartplatzierungen (Jahr, Titel, Musiklabel, Platzierungen, Wochen, Auszeichnungen, Anmerkungen) | Höchstplatzierung, Gesamtwochen, AuszeichnungChartplatzierungen (Jahr, Titel, Musiklabel, Platzierungen, Wochen, Auszeichnungen, Anmerkungen) | Höchstplatzierung, Gesamtwochen, AuszeichnungChartplatzierungen (Jahr, Titel, Musiklabel, Platzierungen, Wochen, Auszeichnungen, Anmerkungen) | Anmerkungen |
| Jahr | Titel Musiklabel                             | DE | AT | CH | UK | US | R&B | Anmerkungen |
| ---- | -------------------------------------------- | --- | --- | --- | --- | --- | --- | --- |
| 1970 | Earth, Wind & Fire Warner Music Group        | — | — | — | — | US172 (13 Wo.)US | R&B24 (17 Wo.)R&B | Erstveröffentlichung: Februar 1971                                                                                 |
| 1971 | The Need of Love Warner Music Group          | — | — | — | — | US89 (13 Wo.)US | R&B35 (9 Wo.)R&B | Erstveröffentlichung: November 1971                                                                                |
| 1972 | Last Days and Time Columbia Records          | — | — | — | — | US87 (25 Wo.)US | R&B15 (31 Wo.)R&B | Erstveröffentlichung: November 1972                                                                                |
| 1973 | Head to the Sky Columbia Records             | — | — | — | — | US27 Platin · (71 Wo.)US | R&B2 (49 Wo.)R&B | Erstveröffentlichung: Mai 1973                                                                                     |
| 1974 | Open Our Eyes Columbia Records               | — | — | — | — | US15 Platin · (37 Wo.)US | R&B1 (38 Wo.)R&B | Erstveröffentlichung: 25. März 1974                                                                                |
| 1975 | That’s the Way of the World Columbia Records | — | — | — | — | US1 ×3Dreifachplatin · (55 Wo.)US | R&B1 (33 Wo.)R&B | Erstveröffentlichung: 15. März 1975 Soundtrack zum gleichnamigen Film Platz 486 der Rolling-Stone-500              |
| 1976 | Spirit Columbia Records                      | — | — | — | — | US2 ×2Doppelplatin · (30 Wo.)US | R&B2 (28 Wo.)R&B | Erstveröffentlichung: September 1976                                                                               |
| 1977 | All ’n All Columbia Records                  | — | — | — | UK13 Silber · (23 Wo.)UK | US3 ×3Dreifachplatin · (47 Wo.)US | R&B1 (38 Wo.)R&B | Erstveröffentlichung: 21. November 1977 Grammy Award for Best R&B Performance by a Duo or Group with Vocals (1979) |
| 1979 | I Am American Record Company                 | DE20 (18 Wo.)DE | — | — | UK5 Platin · (41 Wo.)UK | US3 ×2Doppelplatin · (38 Wo.)US | R&B1 (37 Wo.)R&B | Erstveröffentlichung: 9. Juni 1979                                                                                 |
| 1980 | Faces American Record Company                | DE46 (5 Wo.)DE | — | — | UK10 (6 Wo.)UK | US10 Gold · (21 Wo.)US | R&B2 (22 Wo.)R&B | Erstveröffentlichung: 14. Oktober 1980                                                                             |
| 1981 | Raise! American Record Company               | DE30 (23 Wo.)DE | — | CH— GoldCH | UK14 Gold · (22 Wo.)UK | US5 Platin · (25 Wo.)US | R&B1 (29 Wo.)R&B | Erstveröffentlichung: 14. November 1981                                                                            |
| 1983 | Powerlight Columbia Records                  | DE13 (13 Wo.)DE | — | — | UK22 (6 Wo.)UK | US12 Gold · (21 Wo.)US | R&B4 (25 Wo.)R&B | Erstveröffentlichung: 3. Februar 1983                                                                              |
| 1983 | Electric Universe Columbia Records           | DE37 (3 Wo.)DE | — | CH22 (2 Wo.)CH | — | US40 (16 Wo.)US | R&B8 (21 Wo.)R&B | Erstveröffentlichung: 4. November 1983                                                                             |
| 1987 | Touch the World Columbia Records             | DE42 (3 Wo.)DE | — | CH25 (2 Wo.)CH | — | US33 Gold · (28 Wo.)US | R&B3 (31 Wo.)R&B | Erstveröffentlichung: Oktober 1987                                                                                 |
| 1990 | Heritage Columbia Records                    | DE39 (10 Wo.)DE | — | — | — | US70 (11 Wo.)US | R&B19 (20 Wo.)R&B | Erstveröffentlichung: Januar 1990                                                                                  |
| 1993 | Millennium Reprise Records                   | — | — | — | — | US39 (11 Wo.)US | R&B8 (24 Wo.)R&B | Erstveröffentlichung: 14. September 1993                                                                           |
| 1997 | In the Name of Love Rhino Records            | — | — | — | — | — | R&B50 (11 Wo.)R&B | Erstveröffentlichung: 24. Juli 1996; als Avatar in Japan                                                           |
| 2003 | The Promise Kalimba Records                  | — | — | — | — | US89 (4 Wo.)US | R&B19 (9 Wo.)R&B | Erstveröffentlichung: 20. Mai 2003                                                                                 |
| 2005 | Illumination Sanctuary Records               | — | — | — | — | US32 (6 Wo.)US | R&B8 (19 Wo.)R&B | Erstveröffentlichung: 20. September 2005                                                                           |
| 2013 | Now, Then & Forever Legacy Recordings        | DE55 (1 Wo.)DE | AT75 (1 Wo.)AT | CH85 (1 Wo.)CH | UK25 Gold · (3 Wo.)UK | US11 (5 Wo.)US | R&B6 (11 Wo.)R&B | Erstveröffentlichung: 10. September 2013                                                                           |
| 2014 | Holiday Legacy Recordings                    | — | — | — | — | — | R&B26 (10 Wo.)R&B | Erstveröffentlichung: 21. Oktober 2014 Weihnachtsalbum                                                             |

grau schraffiert: keine Chartdaten aus diesem Jahr verfügbar

## Dokumentation
- Earth Wind & Fire – Shining Stars. Regie: Kathryn Arnold und Stephanie Bennett, GB, 90 Minuten, 2001